# HD 186837
HD 186837，又名CP-61 6413，SAO 254666、HR 7527，是一颗恒星，视星等为6.21，位于銀經335.85，銀緯-30.57，其B1900.0坐标为赤經19h 41m 36.8s，赤緯-61° -30.57′ 35″。